# Synophis plectovertebralis
Espèce
Synophis plectovertebralis  est une espèce de serpents de la famille des Dipsadidae.

## Répartition
Cette espèce est endémique du département de Valle del Cauca en Colombie.

## Publication originale
- Sheil & Grant, 2001 : A new species of colubrid snake (Synophis) from Western Colombia. Journal of Herpetology, vol. 35, no 2, p. 204-209.